# Thulapokhara
Thulapokhara (en népalais : ठुलापोखरा) est un comité de développement villageois du Népal situé dans le district d'Arghakhanchi. Au recensement de 2011, il comptait 3 680 habitants.